# Sextant
《Sextant》는 미국의 재즈 피아니스트이자 작곡가 허비 행콕의 열한 번째 스튜디오 음반으로 1973년 컬럼비아 레코드에서 발매되었다. 색소폰 연주자 베니 모핀, 트럼펫 연주자 에디 헨더슨, 트럼본 연주자 줄리언 프리에스터, 베이시스트 버스터 윌리엄스, 드러머 빌리 하트가 참여한 음완디시 시대의 6인조의 마지막 음반이다. 신시사이저 연주자 패트릭 글리슨과 타악기 연주자 벅 클라크도 참여한다.

## 배경
1973년 3월 30일에 발매된 《Sextant》는 컬럼비아 레코드에서 허비 행콕의 첫 번째 음반이자 음완디시 시대 그룹과 함께한 마지막 음반이다. 이 음반은 행콕의 신시사이저와 전자 효과의 초기 채택을 보여주었다.
발매 당시 이 음반은 상업적인 실패작으로 간주되었다.

## 평가
| 전문가 평가                         | 전문가 평가 |
| 평가 점수                           | 평가 점수   |
| 출처                                | 점수        |
| ----------------------------------- | ----------- |
| Allmusic                            | [ 2 ]       |
| Julian Cope                         | (favorable) |
| Rolling Stone 1998                  | [ 1 ]       |
| Rolling Stone 2004                  | [ 4 ]       |
| Uppity Music                        | (favorable) |
| Virgin Encyclopedia                 | [ 6 ]       |
| Penguin Guide to Jazz               | [ 6 ]       |
| The Rolling Stone Jazz Record Guide | [ 7 ]       |

올뮤직은 이 음반을 "펑크의 가장자리를 화려하게 장식하면서 일종의 포스트모들적이고 자유로운 인상주의"를 특징으로 하는 "젬"이라고 불렀다. 《롤링 스톤》은 "마일스 데이비스의 소용돌이, 무정부주의적인 《Bitches Brew》와 《On the Corner》에서 힌트를 얻어 행콕은 《Sextant》의 바깥 공간까지 더 나아가서, 트윗 효과와 함께했다. 90년대 앰비언트 음악의 원시 버전이다." 이 음반은 《페이스트》 매거진에 의해 "비공약적인 아방펑크 걸작"으로 불렸다.

## 곡 목록
모든 곡들은 허비 행콕에 의해 작곡하였다.
| #  | 제목               | 재생 시간 |
| -- | ------------------ | --------- |
| 1. | 〈Rain Dance〉     | 9:16      |
| 2. | 〈Hidden Shadows〉 | 10:11     |
| 3. | 〈Hornets〉        | 19:35     |